# Emilian Klemens Nowicki
Klemens Emilian Nowicki (ur. 24 listopada 1791 w Kożanach na Podlasiu, zm. 4 marca 1876 w Woli Pszczółeckiej pod Łaskiem) - polski chirurg i nauczyciel akademicki.

## Życiorys
Urodził się we wsi Kożany na Podlasiu w rodzinie Mikołaja właściciela ziemskiego i jego żony Marianny z domu Borsz. Pierwsze nauki pobierał w domu a następnie uczył się w akademickim gimnazjum w Białymstoku. Nauka szła mu bardzo świetnie i za jej wyniki otrzymał medal i opiekę króla Fryderyka Wilhelna III. Rozpoczął studia w 1810 na Wydziale Filozoficznym Uniwersytetu Wileńskiego. Po dwóch latach uzyskał stopień kandydata nauk i w październiku 1812 przeniósł się do Akademii Medyko-Chirurgicznej Warszawskiej. W kwietniu 1815 uzyskał stopień magistra medycyny i chirurgii i w pod koniec maja tego samego roku został wysłany za granicę by kształcić się w chirurgi, okulistyce i akuszerii. Nauczanie odbywał w Wiedniu, Paryżu, Londynie, Getyndze i Berlinie.
W połowie 1817 powrócił do Warszawy i we wrześniu został powołany do Królewskiego Uniwersytetu Warszawskiego jako wykładowca okulistyki, chorób kości i jamy ustnej. Do jego obowiązków należało również wyrabianie preparatów anatomicznych, za co został dwukrotnie nagrodzony. Pełnił obowiązki profesora kliniki chirurgicznej w Szpitalu św. Ducha. W maju 1823 został stałym profesorem.
W 1826 objął katedrę chirurgii praktycznej z kliniką oftalmologiczno-chirurgiczną. Po upadku powstania listopadowego i likwidacji Uniwersytetu Warszawskiego prowadził prywatną praktykę lekarską w Warszawie. Należał do członków Komisji Egzaminacyjnej lekarskiej przy Radzie Lekarskiej Królestwa Polskiego. W 1838 został członkiem honorowym Rady. Z uwagi na swój charakter, był zarozumiały, uparty, intrygant, stroniący od kolegów i wywołujący zatargi, w czerwcu 1845 został odsunięty od egzaminów. W 1865 w uznaniu zasług naukowych został uhonorowanym dyplomem przez Szkołę Główną.
W 1866 zamieszkał na stałe w swoim majątku Wola Pszczółecka pod Łaskiem.

## Życie prywatne
Około 1820 poślubił Annę Helenę Gautier z którą miał sześć córek: Ninę, Emmę, Emilię, Matyldę, Malwinę i Alinę.